# Håkan Juholt
Håkan Juholt (né le 16 septembre 1962 à Oskarshamn en Suède), est un homme politique suédois. Il est député dans le parlement suédois depuis 1994. Le 27 mars 2011 il est officiellement désigné comme président du Parti Social-Démocrate. 
Juholt est élu en 1994 au parlement pour la circonscription de comté de Kalmar et est également président de la Commission de Défense entre septembre 2010 et avril 2011. Il est estimé des commentateurs politiques de la gauche au sein du parti,,,,,.
Au cours d'une conférence de presse du comité électoral, Juholt a répété l'importance de la social-démocratie comme un objectif et que « l'égalité est une condition préalable pour la croissance et la prospérité. »

## Biographie
De 1984 à 1990, Juholt est membre des jeunes sociaux-démocrates. Au cours de son mandat en tant que député à partir de 1994, Juholt se fait d'abord connaître comme un des hommes politiques rattachés aux questions de la Défense. Il est membre du Comité de Défense depuis 1995 et son président de 2000 à 2007. Juholt est délégué parlementaire à l'Assemblée de l'OSCE en 1996 et est depuis 1995 l'un des délégués du Parlement à l'Assemblée de l'OTAN. Depuis les élections générales suédoises de 2010, il est président de la commission chargé de la Défense, dont il est membre depuis 1994. En 2004, Juholt a été nommé secrétaire adjoint du Parti des sociaux-démocrates. Au printemps 2009, il est le secrétaire du parti, dirigeant après la démission de Ulvskog et avant la reprise d'Ibrahim Baylan. Il est également président des sociaux-démocrates dans le comté de Kalmar, au conseil d'administration du port d'Oskarshamn.

## Présidence du Parti
Le 10 mars 2011 Juholt fut suggéré pour devenir le nouveau chef du comité électoral des sociaux-démocrates depuis que la chef du parti précédente, Mona Sahlin, eut décidé de démissionner. Il a été élu nouveau chef du parti au congrès extraordinaire du 25 mars 2011. Son discours inaugural fut axé en particulier sur le plein emploi, un système de santé plus solide et une application claire de la ségrégation croissante et la pauvreté des enfants,. Il a également mentionné un besoin d'amélioration de la réforme des écoles indépendantes et le renforcement du système de retraite et décrit la vulnérabilité des femmes partout dans le monde.
Le 21 janvier 2012, il démissionne de la présidence du parti. Il est remplacé par Stefan Löfven.